# Разведывательное сообщество Индии
Разведывательное сообщество Индии — собирательный термин для обозначения всех правительственных учреждений Индии, перед которыми стоит задача ведения разведывательной деятельности. Система специальных служб Индии представляет собой разветвленную структуру, возглавляемую Советом национальной безопасности при премьер-министре страны. Совет национальной безопасности Индии включает в себя Группу Стратегического планирования, Объединённый разведывательный комитет и аппарат Советника по национальной безопасности.

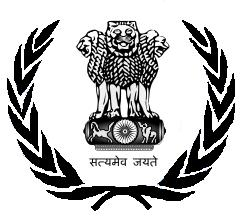
Флаг Отдела исследований и анализа (внешней разведки Индии)

## История
Структура и традиции индийских разведслужб закладывались в период колониального господства Англии. Первая сеть по сбору развединформации была создана в Британской Индии в 1882—1883, ей руководил генерал-майор Чарльз Макгрегор — квартирмейстер индийской армии и одновременно шеф департамента разведки. Создание структуры Макгрегора было вызвано обострением российско-британского противостояния в Азии в конце XIX -начале XX веков, в том числе в регионе Индостана.
После Октябрьской революции 1917 разведывательная служба Индии совместно с органами уголовного розыска в провинциях была обязана добывать информацию в отношении подрывной деятельности Коминтерна. Непосредственным предшественником современных индийских спецслужб стал директорат разведывательного бюро, созданный в ноябре 1920 вместо прежнего департамента криминальной разведки (CID). В 1933 в функции бюро включили сбор развединформации за рубежом. А в 1947, после получения Индией независимости, первым индийским директором разведывательного бюро был назначен Сандживи Пиллаи. В 1949 Пиллаи провёл реорганизацию разведслужбы, но она продемонстрировала неэффективность во время индо-китайского конфликта 1962, а также индо-пакистанского конфликта 1965. Специальный отдельный орган для ведения внешней разведки в Индии был создан только в 1968, после прихода к власти Индиры Ганди. Шефом нового агентства, которое получило название Отдел исследований и анализа (Research and Analysis Wing, RAW) был назначен Р. Н. Као, заместитель директора Разведывательного бюро. В настоящее время Отдел исследований и анализа считается самой мощной спецслужбой Индии и отвечает за сбор разведывательной информации, осуществление дезинформационных мероприятий, шпионажа и саботажа против Пакистана и других соседних с Индией стран. Руководство RAW осуществляется напрямую премьер-министром, структура, личный состав, бюджет и штат Отдела являются государственной тайной Индии и держатся в секрете даже от парламента.

## Структура
Система специальных служб Индии в настоящее время включает в себя следующие организации:
- Внутренняя безопасность
  - Разведывательное бюро — Intelligence Bureau
  - Центральное бюро расследований — Central Bureau of Investigation
  - Департамент криминальных расследований — Criminal Investigation Department
  - Служба радиомониторинга Индии — All India Radio Monitoring Service

- Внешняя разведка
  - Отдел исследований и анализа — Research and Analysis Wing (RAW)
  - Национальная организация технических исследований — National Technical Research Organisation

- Военная разведка
  - Директорат военной разведки — Directorate of Military Intelligence
  - Агентство оборонной разведки — Defense Intelligence Agency
  - Директорат военно-морской разведки — Directorate of Naval Intelligence
  - Директорат военно-воздушной разведки — Directorate of Air Intelligence
  - Центр анализа изображений — Image Processing and Analysis Centre
  - Директорат радиоэлектронной разведки — Directorate of Signals Intelligence
  - Объединённое криптографическое бюро — Joint Cipher Bureau

- Экономическая разведка
  - Совет по экономической разведке — Economic Intelligence Council
  - Центральное бюро экономической разведки — Central Economic Intelligence Bureau
  - Директорат налоговых расследований — Directorate of Income Tax Investigation
  - Директорат финансовой разведки — Directorate of Revenue Intelligence
  - Бюро по контролю оборота наркотиков — Narcotics Control Bureau.